# 李福仁
李福仁（Li Fu-Jen；1901年—1988年），本名弗兰克·格拉斯（C. Frank Glass），中文名李福仁，生于英国伯明翰，南非共产党创建者之一，记者，中国托派领导人之一，美国社会主义工人党领导人之一。

## 生平
李福仁生于英国伯明翰。10岁时，随家人迁居南非。1921年，南非共产党成立，李福仁是创建者之一，随后当选为该党四位执行委员（executive officers）之一。1928年，因对党内斯大林分子不满，并同情托洛茨基，李福仁被南非共产党清除出党。
1930年，李福仁作为记者到中国上海。到上海后，和史沫特莱成为朋友。经史沫特莱介绍，李福仁结识伊罗生，二人结伴乘船上溯长江直抵重庆、成都等地。此行不仅深入中国内地考察中国社会，而且伊罗生从李福仁处接受了共产主义思想教育。
后来伊罗生在上海主办《中国论坛》杂志。1932年1月3日，伊罗生张贴出《中国论坛》创刊启事。1932年1月13日，第一期出版。《中国论坛》的部分经费由上海的中共地下党组织提供，伊罗生也拿出部分薪水作为补贴。中共试图控制该刊物。伊罗生最初无固定政治立场，同情左派及中共，后受李福仁影响，对斯大林及追随斯大林的中共产生怀疑。1932年10月，陈独秀（中共前最高领导人）等托派分子被国民政府逮捕，并判处长期徒刑之后，中共不许伊罗生写文章为陈独秀辩护，却要求伊罗生写文章攻击陈独秀，伊罗生不肯写，令中共不快。1933年11月的《中国论坛》上，伊罗生为十月革命16周年纪念日写的文章里未提到斯大林，导致伊罗生和尊崇斯大林的上海中共地下党组织关系恶化。上海中共地下党组织停止对《中国论坛》提供经费，伊罗生乃将《中国论坛》移交给李福仁，自己携妻子维奥拉（Viola）赴北平。1933年11月，李福仁离开上海赴美国，1934年2月回上海。究竟是否为继续办刊而对中共不断让步，还是停办而坚持自己意见，李福仁为解决这个问题而致信托洛茨基征求意见。1934年1月29日，托洛茨基回信，但《中国论坛》已在1934年1月13日出版了最后一期。此信是截至1990年已发现的9封托洛茨基致李福仁的信中最早的一封。
此后，李福仁参与帮助中国托派重建中央领导机构。1934年春，李福仁、伊洛生（伊罗生）二人联合了刘仁静（列尔士）及与刘仁静接近的四个年轻人，试图重建中国托派的领导机关。他们曾和陈其昌等人商议合作，但由于政见不同（主要是对陈独秀的态度不同。刘仁静等人抨击陈独秀的“机会主义”及对中国工农红军的看法等，陈其昌等人则认为对陈独秀错误的批评早就结束了）而未能实现。1935年1月23日，刘仁静等人在上海召开了一次会议（刘仁静本人未列席），选举刘仁静、斯朝生、刘家良、扈焕之、王叔本为委员，成立新的中央委员会（此节根据伊洛生1935年8月3日在巴黎向国际书记处所作口头报告的记录）。该委员会开除了陈独秀、陈其昌以及出狱不久的尹宽。同年3月，刘仁静在北平被捕，不久，四位年轻领导人也在上海被捕。该委员会随之瓦解。
此后，李福仁与陈其昌等人重新接近，这时王凡西等人刑满出狱。经过数月商谈，决定召集一次上海地区活动分子代表会议，以产生新的临时中央委员会。1935年12月3日，该会议在李福仁寓所召开，李福仁称之为“组织重建委员会议”，但当时与会者都称之为“上海区积极分子代表会议。”出席会议的有王凡西、陈其昌、尹宽、贺希、蒋振东、邵鲁、李福仁。会议签署《为建立第四国际的公开信》；提名陈独秀作为中国代表参加第四国际总理事会；决定委派一个委员会起草：原则宣言、组织条例（党章）；决定组织的名称仍用前中委会采用的“中国共产主义同盟（布尔什维克—列宁派）”；会议举行了常委会选举和职务分配，李福仁当选书记——司库，王凡西当选宣委会（包括出版火花）主持人，陈其昌当选《斗争》编辑，尹宽当选组织员，这四人组成常委会；会议决定将组织部预算案提交常委会；会议最后决定了第一、第二次常委会会议的召开时间、地点。
1937年抗日战争爆发后，李福仁报道了日军对中国的侵略。1941年，日本占领上海租界，李福仁被迫离开中国，到美国纽约。在纽约，他加入社会主义工人党，担任《战斗者》的编辑，直到二战结束。
1944年，李福仁当选为社会主义工人党全国委员会委员，任职直到1963年。1940年代末，他迁居美国洛杉矶，并在洛杉矶的社会主义工人党分支机构中活动。他在洛杉矶一直居住到逝世。
1988年，李福仁逝世。